# Clariallabes laticeps
Clariallabes laticeps är en fiskart som först beskrevs av Steindachner, 1911.  Clariallabes laticeps ingår i släktet Clariallabes och familjen Clariidae. IUCN kategoriserar arten globalt som livskraftig. Inga underarter finns listade i Catalogue of Life.